# Psiadia hispida
Psiadia hispida là một loài thực vật có hoa trong họ Cúc. Loài này được (DC.) Benth. & Hook.f. miêu tả khoa học đầu tiên năm 1873.